# Federico Bal
Federico Bal (Buenos Aires, 4 de octubre de 1989) también conocido como Fede Bal, es un actor, director, presentador y productor argentino. Es el hijo de Carmen Barbieri y Santiago Bal, nieto del mítico actor cómico Alfredo Barbieri y bisnieto del guitarrista Guillermo Barbieri. Ganó reconocimiento en 2012 al concursar en el programa de telerrealidad Showmatch: Bailando por un sueño.

## Carrera
En 2012 fue convocado para participar del Bailando por un sueño 2012 donde luego de seis meses de competencia y cinco sentencias fue eliminado por Paula Chaves y Pedro Alfonso.
En 2013 formó parte del elenco de Escandalosas junto Carmen Barbieri, Moria Casán, Beto César, Andrea Ghidone, Stefy y Vicky Xipolitakis , entre otros. y de Tu cola me suena junto a Carmen Barbieri, Beto César, Germán Kraus, La Tota Santillán, María Eugenia Ritó, Sabrina Ravelli, etc.
En 2014 formó parte del personal de famosos que abría las puertas de su casa para Viviendo con las estrellas en el verano pero poco después renunció junto a su madre; más tarde fue invitado para participar del Bailando por un sueño 2014 acompañando a María Eugenia Ritó en la Salsa en Trío.
En 2015 participó en el Bailando 10 años donde su compañera fue Laurita Fernández y después de siete meses de competencia, y eliminar a Fernando Dente y Gisela Bernal, logran derrotar a Ailen Bechara en la final y coronarse campeones de dicha edición. En el verano del año 2015-2016 formó en la obra Enredados junto a Florencia de la V, Osvaldo Laport, Iliana Calabró, Bárbara Vélez, Laurita Fernández, Sebastián Almada y Ailen Bechara; posteriormente Belene Etchard y Magui Bravi.
En 2016 participa, esta vez para defender el título, en el Bailando 2016 donde su compañera fue nuevamente Laurita Fernández y tras siete meses de programa obtuvieron el título de semifinalistas tras ser eliminados por El Polaco y Barbara Silenzi.
En 2017 integra el elenco de Salvese Quién Pueda  junto a Florencia de la V, Osvaldo Laport, Emilio Disi, Sebastián Almada, Ailen Bechara, Virginia Gallardo y Macarena Rinaldi; además participa en el Bailando 2017 donde su compañera fue nuevamente Laurita Fernández y tras siete meses de programa obtuvieron el título de subcampeones tras perder contra Florencia Vigna.
En 2018 se convierte en panelista de Pampita Online pero poco después renunció al no sentirse cómodo con su rol. Más adelante se integra al elenco de Magnifica; junto a su madre, Sol Pérez, Valeria Archimo, Bicho Gómez, entre otros. Logra protagonizar su primera película junto a su padre, Santiago Bal y gran elenco. y la película estrenada en 2019 Crímenes imposibles que también cuenta con el protagónico de Carla Quevedo.
En la temporada teatral 2018-2019 produce e integra el elenco de Nuevamente juntos, un amor de revista junto a sus padres, Santiago Bal, Carmen Barbieri, Sol Pérez, Valeria Archimo, Bicho Gómez y Micaela Viciconte.
En el Súper Bailando 2019 es participante con la bailarina Lourdes Sánchez y es emitido nuevamente en el programa Showmatch por El Trece.
El 9 de marzo de 2020 confirmó que se le detectó cáncer de intestinos a través de su cuenta de Instagram, enfermedad a la cual logró vencer cuatro meses después.
En 2022 comenzó la conducción del programa Resto del Mundo emitido por eltrece.

## Teatro

### Dirección y producción
| Teatro | Teatro                                | Teatro            | Teatro                       | Teatro            | Teatro                  | Teatro               |
| Año    | Obra                                  | Género            | Producción                   | Dirección         | Cargo / Rol             | País                 |
| ------ | ------------------------------------- | ----------------- | ---------------------------- | ----------------- | ----------------------- | -------------------- |
| 2008   | Incomparable                          | Teatro de Revista | Miguel Ángel Cherutti        | Reina Reech       | Asistente de producción | Bandera de Argentina |
| 2009   | Vedettisima                           | Teatro de Revista | Javier Faroni                | Santiago Bal      | Asistente de dirección  | Bandera de Argentina |
| 2010   | Fantástica                            | Teatro de Revista | Javier Faroni                | Santiago Bal      | Asistente de dirección  | Bandera de Argentina |
| 2011   | Bravísima                             | Teatro de Revista | Javier Faroni                | Santiago Bal      | Asistente de dirección  | Bandera de Argentina |
| 2012   | Barbierisima                          | Teatro de Revista | Javier Faroni                | Santiago Bal      | Asistente de producción | Bandera de Argentina |
| 2015   | La Revista de Mariquena del Prado     | Teatro de Revista | Juan Alzua                   | Horacio Sansivero | Director de fotografía  | Bandera de Argentina |
| 2018   | Magnifica                             | Teatro de Revista | Alzua Producciones           | Carmen Barbieri   | Asistente de dirección  | Bandera de Argentina |
| 2019   | Nuevamente Juntos, un amor de revista | Teatro de Revista | Guillermo Marin Producciones | Federico Bal      | Director                | Bandera de Argentina |
| 2019   | Siempre Juntos, la gira               | Teatro de Revista | Guillermo Marin Producciones | Federico Bal      | Director                | Bandera de Argentina |

### Actor
| Teatro    | Teatro                                | Teatro              | Teatro                                 | Teatro             | Teatro                                                                           | Teatro               |
| Año       | Obra                                  | Género              | Personaje                              | Dirección          | Producción                                                                       | País                 |
| --------- | ------------------------------------- | ------------------- | -------------------------------------- | ------------------ | -------------------------------------------------------------------------------- | -------------------- |
| 2013      | Escandalosas                          | Teatro de Revista   | Varios                                 | Carmen Barbieri    | Javier Faroni                                                                    | Bandera de Argentina |
| 2014      | Brillantísima                         | Teatro de Revista   | Varios                                 | Carmen Barbieri    | Javier Faroni                                                                    | Bandera de Argentina |
| 2015      | Tu cola me suena                      | Comedia             | Sapiola – Técnico de aire condicionado | René Bertrand      | Javier Faroni                                                                    | Bandera de Argentina |
| 2015      | La Jaula de las Locas                 | Comedia musical     | Teo                                    | José María Muscari |                                                                                  | Bandera de Argentina |
| 2016      | Enredados                             | Comedia             | Nacho                                  | Rodolfo Hoppe      | DABOPE                                                                           | Bandera de Argentina |
| 2017      | Sálvese quien pueda                   | Comedia             | Max                                    | Rodolfo Hoppe      | DABOPE                                                                           | Bandera de Argentina |
| 2017      | Rock of Ages                          | Comedia musical     | Invitado Especial                      | Pablo Drutman      | Nicolás Dal Farra - Estanislao Otero Valdez                                      | Bandera de Argentina |
| 2018      | Magnifica                             | Teatro de Revista   | Varios                                 | Carmen Barbieri    | Alzua Producciones                                                               | Bandera de Argentina |
| 2019      | Nuevamente Juntos, un amor de revista | Teatro de Revista   | Varios                                 | Federico Bal       | Guillermo Marin Producciones                                                     | Bandera de Argentina |
| 2019      | Siempre Juntos, la gira               | Teatro de Revista   | Varios                                 | Federico Bal       | Guillermo Marin Producciones                                                     | Bandera de Argentina |
| 2020-2021 | Mentiras Inteligentes                 | Comedia             | Willy                                  | Valeria Ambrosio   | Luis Alberto Raimundo                                                            | Bandera de Argentina |
| 2021      | Conejo blanco, conejo rojo            | Teatro Experimental |                                        |                    | Teatro Metropolitan Sura y Timbre 4 en asociación con Aurora Nova y La Teatrería | Bandera de Argentina |
| 2023      | Kinky Boots (musical)                 | Comedia musical     | Simón-Lola                             | Ricky Pashkus      | Rimas Producciones                                                               | Bandera de Argentina |
| 2024      | Kinky Boots (musical)                 | Comedia musical     | Simón-Lola                             | Ricky Pashkus      | Rimas Producciones                                                               | Bandera de Argentina |
| 2025      | Somos Nosotros                        | Comedia             | El                                     | Ariel del Mastro   | Tomas Rottemberg y Theremake.net                                                 | Bandera de Argentina |

## Cine

### Dirección y producción
| Cine | Cine                           | Cine       | Cine                             | Cine                 | Cine                    | Cine                 |
| Año  | Película                       | Género     | Producción                       | Dirección            | Cargo / Rol             | País                 |
| ---- | ------------------------------ | ---------- | -------------------------------- | -------------------- | ----------------------- | -------------------- |
| 2009 | Papa por un día                | Comedia    | Pablo Bossi, Carlos Luis Metasti | Raúl Rodríguez Peila | Meritorio               | Bandera de Argentina |
| 2010 | Somos Familia                  | Documental |                                  | Mariano Blanco       | Operador de Cámara      | Bandera de Argentina |
| 2011 | El fantástico mundo de cropogo | Documental | Daniela Martínez                 | Wenceslao Bonelli    | Director de Fotografía  | Bandera de Argentina |
| 2011 | Un cuento chino                | Comedia    | Pampa Films, Tomasol Films       | Sebastian Borenztein | Asistente de Producción | Bandera de Argentina |
| 2011 | Juan y Eva                     | Drama      | Barakacine                       | Paula de Luque       | Asistente de Producción | Bandera de Argentina |

### Actor
| Cine          | Cine      | Cine                | Cine              | Cine               | Cine              | Cine                         | Cine                 |
| Año Filmación | Año Debut | Película            | Género            | Personaje          | Dirección         | Producción                   | País                 |
| ------------- | --------- | ------------------- | ----------------- | ------------------ | ----------------- | ---------------------------- | -------------------- |
| 2018          | 2019      | Crímenes imposibles | Terror            | Detective Brandoni | Hernán Findling   | Wit Films                    | Bandera de Argentina |
| 2018          | 2020      | Rumbo al mar        | Comedia dramática | Marcos Pereyra     | Ignacio Garassino | FyK AdArt, Jump Producciones | Bandera de Argentina |
| 2019          | 2021      | Realidad virtual    | Terror            | Facundo            | Hernán Findling   | Wit Films                    | Bandera de Argentina |

## Televisión

### Ficciones
| Ficciones | Ficciones  | Ficciones | Ficciones          | Ficciones | Ficciones            |
| Año       | Programa   | Personaje | Notas              | Canal     | País                 |
| --------- | ---------- | --------- | ------------------ | --------- | -------------------- |
| 2012      | Concubinos | Tato      | Reparto recurrente | El Trece  | Bandera de Argentina |

### Programas
| Programas     | Programas                     | Programas                 | Programas                                   | Programas  | Programas            |
| Año           | Programa                      | Rol                       | Notas                                       | Canal      | País                 |
| ------------- | ----------------------------- | ------------------------- | ------------------------------------------- | ---------- | -------------------- |
| 2012          | Bailando por un sueño 2012    | Participante              | 21.º Eliminado                              | El Trece   | Bandera de Argentina |
| 2013          | Malas muchachas               | Panelista Invitado        |                                             | C5N        | Bandera de Argentina |
| 2014          | Viviendo con las estrellas    | Celebridad                | Abandonó voluntariamente                    | América TV | Bandera de Argentina |
| 2015          | Showmatch: Bailando 10 años   | Participante              | Ganador                                     | El Trece   | Bandera de Argentina |
| 2016          | Showmatch: Bailando 2016      | Participante              | Semifinalista                               | El Trece   | Bandera de Argentina |
| 2017          | Showmatch: Bailando 2017      | Participante              | Subcampeón                                  | El Trece   | Bandera de Argentina |
| 2018          | Pampita Online                | Panelista                 |                                             | Telefe     | Bandera de Argentina |
| 2018          | Pasado de Copas Drunk History | Narrador                  | Ep: "Cornelio Saavedra y su Semana de Mayo" | Telefe     | Bandera de Argentina |
| 2019          | Showmatch: Súper Bailando     | Participante              | Semifinalista                               | El Trece   | Bandera de Argentina |
| 2020          | Divina comida                 | Participante - semana 1   | 2.º Lugar                                   | Telefe     | Bandera de Argentina |
| 2020          | MasterChef Celebrity          | Participante              | 10.º Eliminado                              | Telefe     | Bandera de Argentina |
| 2021          | MasterChef Celebrity 2        | Participante de reemplazo |                                             | Telefe     | Bandera de Argentina |
| 2021          | Showmatch La Academia         | Jurado de reemplazo       |                                             | El Trece   | Bandera de Argentina |
| 2022          | 100 argentinos dicen          | Conductor de reemplazo    |                                             | El Trece   | Bandera de Argentina |
| 2022          | Los 8 escalones del millón    | Jurado Invitado           |                                             | El Trece   | Bandera de Argentina |
| 2022-presente | Resto del mundo               | Conductor                 |                                             | El Trece   | Bandera de Argentina |
| 2024          | Una de dos                    | Conductor                 |                                             | El Trece   | Bandera de Argentina |

## Radio
| Año  | Radio             | Sintonía | Programa        | Rol       | País                 |
| ---- | ----------------- | -------- | --------------- | --------- | -------------------- |
| 2013 | Radio Palermo     | 93.9     | Todo muy lindo  | Conductor | Bandera de Argentina |
| 2015 | Punto Uno Radio   | 96.1     | After Beach     | Conductor | Bandera de Argentina |
| 2020 | Late 93.1         | 93.1     | Late El Viernes | Conductor | Bandera de Argentina |
| 2022 | Gente RadioVision | FM 107.5 | Gente como uno  | Conductor | Bandera de Argentina |

## Programas de streaming
| Programas   | Programas                       | Programas               | Programas                | Programas            |
| Año         | Programa                        | Rol                     | Canal                    | País                 |
| ----------- | ------------------------------- | ----------------------- | ------------------------ | -------------------- |
| 2017 - 2018 | Video jugadores                 | Presentador y Productor | Youtube                  | Bandera de Argentina |
| 2020        | ''Late night yo - Unipersonal'' | Actor y Productor       |                          | Bandera de Argentina |
| 2021        | After Hour: La otra competencia | Conductor               | Facebook Watch de Telefe | Bandera de Argentina |
| 2021        | Duelo - Living Teatro           | Actor                   | Zoom                     | Bandera de Argentina |
| 2025        | Costa stream                    | Conductor               | BLENDER - Youtube        | Bandera de Argentina |

## Videos musicales
- 2012: Te voy a hacer el amor de Paola Miranda - Director.
- 2014: Márchate ahora de Los Totora - Cameo.
- 2015: Esta es solo mi vida de Banda Líos - Cameo.
- 2015: Morena Linda de Playmobil - Cameo.
- 2017: El colmo de Javi Varesco ft. Él mismo - Artista invitado.
- 2020: De a poquito de Camila Manes - Cameo.
- 2021: Amor random de Evelyn Botto - Cameo.

## Eventos y premiaciones
- 2019: Jurado del 20° Festival Buenos Aires Rojo Sangre.
- 2021: Conductor de la entrega de premios Los Más Clickeados 2021 por Ciudad Magazine.
- 2022: Anfitrión de la premier de Morbius.
- 2022: Participación especial del Simposio 2022 de Cancer de Colon.

## Música
- 2013 - Baterista de Las Nenas y Los Impacientes.
- 2017 - El colmo Duo ft. Javier Varesco.
- 2017 - Anhelo Duo ft. Robotito.[18]

## Premios y nominaciones
| Lista de premios y nominaciones | Lista de premios y nominaciones | Lista de premios y nominaciones | Lista de premios y nominaciones | Lista de premios y nominaciones | Lista de premios y nominaciones | Lista de premios y nominaciones |
| Año                             | Premios                         | Categoría                       | Trabajo                         | Rol                             | Resultado                       |                                 |
| ------------------------------- | ------------------------------- | ------------------------------- | ------------------------------- | ------------------------------- | ------------------------------- | ------------------------------- |
| 2024                            | Premio Martín Fierro            | Programa de Turismo             | Resto del mundo                 | Conductor                       | Ganador                         |                                 |
| 2023                            | Premio Martín Fierro            | Programa de Turismo             | Resto del mundo                 | Conductor                       | Ganador                         |                                 |
| 2023                            | Premio Martín Fierro            | Revelación                      | Resto del mundo                 | Conductor                       | Nominado                        |                                 |
| 2023                            | Premios Carlos                  | Mejor Actor                     | Kinky Boots (musical)           | Lola / Simon                    | Nominado                        |                                 |
| 2021                            | Ciudad Magazine                 | Premios Los Más Clickeados      |                                 | Él mismo                        | Ganador                         |                                 |
| 2020                            | Ciudad Magazine                 | Premios Los Más Clickeados      |                                 | Él mismo                        | Ganador                         |                                 |
| 2019                            | Ciudad MagazinePremios          | Premios Los Más Clickeados      |                                 | Él mismo                        | Ganador                         |                                 |
| 2018                            | Premio Martín Fierro Digital    | Rey de las Redes del Año        |                                 | Él mismo                        | Nominado                        |                                 |
| 2018                            | Ciudad Magazine                 | Premios Los Más Clickeados      |                                 | Él mismo                        | Ganador                         |                                 |
| 2017                            | Premios VOS                     | Mejor Labor Destacada en Escena | Sálvese quién pueda             | Max                             | Nominado                        |                                 |
| 2017                            | Premios Carlos                  | Figura Masculina Destacada      | Sálvese quién pueda             | Max                             | Nominado                        |                                 |
| 2017                            | Rating Córdoba                  | Chico del verano                |                                 | Él mismo                        | Ganador                         |                                 |
| 2017                            | Ciudad Magazine                 | Premios Los Más Clickeados      |                                 | Él mismo                        | Ganador                         |                                 |
| 2016                            | Ciudad Magazine                 | Premios Los Más Clickeados      |                                 | Él mismo                        | Ganador                         |                                 |
| 2015                            | Ciudad Magazine                 | Premios Los Más Clickeados      |                                 | Él mismo                        | Ganador                         |                                 |